# صلاح شحادة
صلاح الدين مصطفى على شحادة (1952-2002) مؤسس الجهاز العسكري الأول لحركة المقاومة الإسلامية حماس والذي عرف باسم «المجاهدون الفلسطينيون» ثم لاحقاً باسم كتائب عز الدين القسام، والقائد العام للكتائب آنذاك. نزحت أسرته إلى قطاع غزة من يافا بعد احتلال الأخيرة عام 1948 وأقامت في مخيم الشاطئ للاجئين الفلسطينيين.

## الميلاد والنشأة
ولد في مخيم الشاطئ يوم 24 شباط/ فبراير 1952 وهو الأخ الأصغر لستة بنات. وقد نزحت أسرته إلى قطاع غزة من مدينة يافا بعد أن احتلتها العصابات الصهيونية عام 1948، حيث أقامت في مخيم الشاطئ للاجئين الفلسطينيين. تزوج في العام 1976، وهو أب لستة بنات ولدت الأخيرة أثناء اعتقاله.

## التعليم
في عام 1958 دخل صلاح المدرسة الابتدائية التابعة لوكالة الغوث وهو في سن الخامسة، درس في بيت حانون المرحلة الإعدادية، نال شهادة الثانوية العامة بتفوق في مدرستي فلسطين ويافا الثانوية بمدينة غزة. ولم تسمح له ظروفه المادية بالسفر إلى الخارج لإكمال دراسته العليا وقد حصل على قبول لدراسة الطب والهندسة في جامعات تركيا وروسيا.
التحق بالمعهد العالي للخدمة الاجتماعية في الإسكندرية، وفي السنة الثالثة بدأ التزامه بالإسلام يأخذ طابعاً أوضح. حصل على بكالوريوس الخدمة الاجتماعية من مصر.
- حاز على الحزام البني في المصارعة اليابانية أثناء دراسته في الإسكندرية، ومارس رياضة رفع الأثقال في فترة ما قبل الجامعة.

## العمل
- عمل باحثاً اجتماعياً في مدينة العريش في صحراء سيناء، وعيّن لاحقاً مفتشاً للشؤون الاجتماعية في العريش.
- بعد أن استعادت مصر مدينة العريش من الصهاينة في العام 1979 انتقل صلاح للإقامة في بيت حانون واستلم في غزة منصب مفتش الشؤون الاجتماعية لقطاع غزة.
- في بداية العام 1982 استقال من عمله في الشؤون الاجتماعية وانتقل للعمل في دائرة شؤون الطلاب في الجامعة الإسلامية (غزة) في مدينة غزة.

## الاعتقال
- اعتقلته سلطات الاحتلال في العام 1984 لانه كان في نشاط معادي ضد سلطات الاحتلال يدعى (اللجنة العسكرية الاخوانية) وضبطت قوات الاحتلال بحوزتها عشرات القطع من السلاح غير أنه لم يعترف بشيء ولم يستطع الصهاينة إثبات أي تهمة ضده أصدروا ضده لائحة اتهام حسب قانون الطوارئ لسنة 1949، وهكذا قضى في المعتقل عامين.
- بعد خروجه من المعتقل في العام 1986 شغل منصب مدير شؤون الطلبة في الجامعة الإسلامية إلى أن قررت سلطات الاحتلال إغلاق الجامعة في محاولة لوقف الانتفاضة الفلسطينية التي اندلعت في العام 1987، غير أن صلاح شحادة واصل العمل في الجامعة حتى اعتقل في آب/ أغسطس 1988.
- ظل محتجزاً في العزل الانفرادي والتحقيق منذ بداية اعتقاله وحتى أيار/مايو 1989، بعد أن فشل محققو جهاز الاستخبارات الصهيونية في انتزاع أي معلومات منه قرروا إنهاء التحقيق معه، غير أنه أعيد بعد فترة قصيرة إلى زنازين التحقيق بعد حملة اعتقالات واسعة في صفوف حركة المقاومة الإسلامية حماس جرت في أيار/ مايو 1989 بعد عملية إطلاق نار كبير في مخيم جباليا على جيش الاحتلال نفذها «المجاهدون الفلسطينيون»، استمرت جولة التحقيق الجديدة حتى تشرين ثاني/ نوفمبر 1989 أي بعد ستة أشهر، وقد منع الشيخ من استقبال الزيارات العائلية.
- تم الإفراج عنه من السجون الإسرائيلية في 2000/5/14 بعد اعتقال دام 12 سنة
- تم تصنيفه من قبل أجهزة الأمن والاستخبارات الإسرائيلية والجيش الإسرائيلي المطلوب رقم "1" منذ عام 2001 حتى إغتياله.

## اغتياله واستشهاده

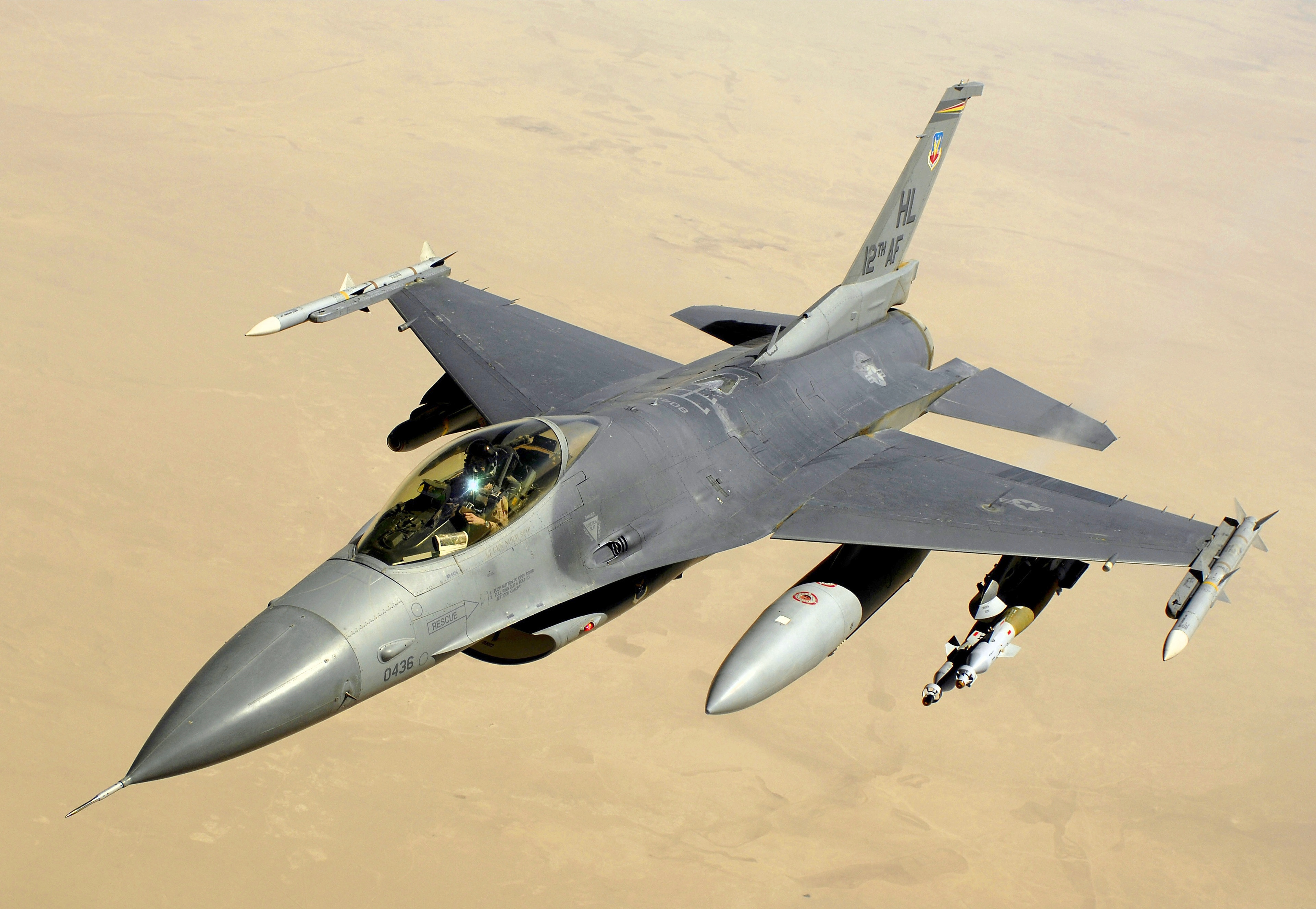
طائرة من نوع اف 16 قامت بقصف الحي الذي يسكن فيه فدمرت منزله ومنازل الجيران

استشهد صلاح شحادة القائد العام لكتائب عز الدين القسام، الجناح العسكري لحماس، في 23 تموز (يوليو) 2002 بقصف جوي وذلك بإلقاء قنبلة تزن طنا ألقتها طائرة إسرائيلية من نوع (اف 16) على بناية في حي مزدحم بمدينة غزة. مما أدى إلى استشهاد 18 فلسطينياً بينهم ثمانية أطفال.
- وقد أمر باغتياله شارون والجنرال دان حالوتس قائد سلاح الجو الإسرائيلي في تموز (يوليو) 2002م رغم تأكده من وجود زوجته إلى جانبه ما أدى إلى مقتلها أيضا مع العديد من الجيران والمارة بالشارع المدنيين الآخرين.

### بعد الاغتيال
- قال شارون عنه بعد استشهاده «ضربنا أكبر ناشط في حركة حماس، الشخص الذي أعاد تنظيم حركة حماس في الضفة الغربية من جديد، إضافة إلى النشاطات التي نفذها في قطاع غزة. لم ننوِ المسَّ بالمدنيين إطلاقًا، ونأسف على موت المدنيين، لكن هذه العملية هي واحدةٌ من أكثر العمليات نجاحًا».
- وقال نائب مدير عام الشؤون الإعلامية في وزارة الخارجية الإسرائيلي، جدعون ساعر: "بأن الغارة الإسرائيلية استهدفت "ضرب إرهابي معروف، وهو مسؤول عن مئات الهجمات التي نفذت ضد المدنيين الإسرائيليين خلال السنوات الأخيرة".
- وقال يكوف بيري الرئيس الأسبق لجهاز الشاباك الإسرائيلية: 'هذا الرجل هو اليد اليمنى للشيخ أحمد ياسين، رجلٌ يثير انطباعَ من يلتقيه، ويجبرك على احترامه حتى لو كنت تحتفظ تجاهه بكل مشاعر الكراهية.' ويضيف ان شحادة رجل لا يعرف الانكسار.
- قال دان حالوتس قائد سلاح الطيران الإسرائيلي ومنفذ عملية الاغتيال، عندما سئل عن شعوره بقتل صلاح شحادة مع 18 شخصاً 8 منهم أطفال: شعرت بهزة خفيفة بجانب الطائرة الأيمن.

## وصلات خارجية
- أسرار جديدة في حياة صلاح شحادة، حوار مع أبو عبد الله البغدادي مرافق الشيخ, إخوان أون لاين، 23 يوليو 2008 م
- صلاح شحادة.. حركة حماس شهادة تاريخية, برنامج لقاء اليوم، قناة الجزيرة، 31 يوليو 2002
- صلاح شحادة.. مدرسة حماس العسكرية, المركز الفلسطيني للإعلام، 23 يوليو 2017